# 釐定性定義
釐定性定义是其中一種定义，釐定性定义通常用于釐清含糊性。它通过縮小其他条件，以满足於该事物的定義。此方式也補充了詞法定義的不足，從而釐清一件事物以防止發生曲解或誤解所產生的誤會。许多法律都需要明确的定义，公司政策也是如此。这种类型的定义有助于防止歧義而引起争议。 

## 例子
词典可以将“学生”定义为：
1. 参加任何类型的教育机构的任何人
2. 学习某些东西的任何人

而电影院則可以为“学生”一词提出一个釐定性的定義，“在当地学校就读的18岁以下學生”，以确定谁有资格获得折扣戲票。 
釐定性定義旨在使模糊的单词更準确，从而使单词的含义不會讓對方曲解或誤解。这是一个例子： 
根据课程提纲：“课堂参与”是指参與课堂時，专心聆听、回答和提出问题以及参与课堂讨论。 
这与规定性定义相似，但不同之处在于，规定性定义可能与词法定义相矛盾，而釐定性定義則與之相反。 

## 參看
- 詞法定義
- 定義

## 进一步阅读
- Bassham, Gregory; Irwin, William; Nardone, Henry; Wallace, James M. . New York: McGraw Hill. 2002.